# The Raven (film 1935)
The Raven è un film horror del 1935, prodotto dalla Universal Studios e diretto da Lew Landers che aveva come interpreti principali Bela Lugosi e Boris Karloff. Il titolo riprende quello dell'omonimo racconto di Edgar Allan Poe il corvo (1845).

## Trama
Il famoso giudice Thatcher si reca dal brillante dottor Vollin per chiedergli di compiere una delicata operazione cerebrale a suo figlia Jean, rimasta vittima in un grave incidente d'auto.
Ma il giudice non sa che Vollin è un sadico appassionato dei racconti di Edgar Allan Poe e che quindi potrebbe mettere in serio pericolo la vita stessa di sua figlia. Infatti il dottore, a causa della sua mente malata e contorta, immagina che Jean sia la "Lenore" della poesia di Poe e la rapisce per poi tentare di ucciderla macabramente insieme al suo fidanzato e al povero Thatcher.

## Produzione
Il film fu prodotto dall'Universal Pictures. Il coreografo Theodore Kosloff curò le parti danzate accreditato come dance arranger.
Nonostante il protagonista sia interpretato da Lugosi, fu Boris Karlof ad ottenere il "top billing", facendosi accreditare con il solo cognome.
Curiosamente Karloff sarebbe apparso in un altro film dallo stesso titolo, distribuito in Italia come I maghi del terrore, diretto nel 1963 da Roger Corman, con Vincent Price, Peter Lorre e Jack Nicholson.

## Distribuzione e accoglienza
Distribuito dalla Universal Pictures, il film uscì nelle sale cinematografiche USA l'8 luglio 1935. Ne venne fatta una riedizione che venne distribuita negli Stati Uniti il 5 aprile 1949.
Troppo forte per la sensibilità del pubblico del 1935, trattando tematiche quali tortura, deturpamento e rabbiosa vendetta, il film non ebbe particolare riscontro al box office durante la sua prima distribuzione (come anche un altro film horror del 1935, Amore folle della MGM, con Peter Lorre), e indirettamente causò la temporanea messa al bando dei film horror in Gran Bretagna. Non essendo più un genere economicamente fruttuoso, l'horror andò lentamente fuori moda. Questo fatto causò molti problemi a Lugosi, che si trovò progressivamente disoccupato e in difficoltà nel mantenere la propria famiglia. La Universal Pictures cambiò proprietà nel 1936, e la nuova dirigenza era molto poco interessata a produrre film dell'orrore o del mistero.
Lasciando da parte il fatto che fossero rivali nelle pellicole horror dell'epoca, con Lugosi risentito del grande successo riscosso da Karloff nell'interpretare il ruolo del mostro di Frankenstein, nella metà degli anni trenta entrambi gli attori erano uniti nello scopo di far nascere la Screen Actors Guild. Durante la produzione di The Raven, Lugosi convinse altri quattro membri del cast del film a firmare per il sindacato.